# Annaberg, Lower Austria
Annaberg là một thị xã thuộc huyện Lilienfeld trong bang Niederösterreich.